# 山マウンテン
山マウンテンは浅井企画に所属していたお笑いコンビである。2008年7月にコンビ結成、2012年12月に解散。旧コンビ名は「ちんだる」。
2人は元々早稲田大学のお笑いサークル「早稲田寄席演芸研究会」の先輩（新井）後輩（井上）であり、大学時代は他のコンビで活動していた。
また井上はカノンの二人と同期で、新井はその先輩にあたる。

## メンバー
- 新井聖二（あらい せいじ、1983年12月25日 - ）

ボケとネタ作り担当。群馬県邑楽町出身。早稲田大学理工学部中退。趣味は文化的なこと全般、マラソン。特技は数学。
身長171cm、体重60kg。以前は「ゼンダマアクダマ」、「あらいこじま」というコンビで活動していた。「ゼンダマアクダマ」では大学生M-1グランプリ初代チャンピオンとなった。コンビ解散後、地元ケーブルテレビのリポーターやイベント司会などを経て演劇／微熱少年・加藤真史作品で俳優として活動を始める。
- 井上純一（いのうえ じゅんいち、1983年5月18日 - ）

ツッコミ担当。東京都大田区出身。早稲田大学教育学部理学科卒業。趣味は野球、スキー、テレビ鑑賞。特技はテトリス、フラッシュ暗算、物理。
身長169cm、体重56kg。以前は「165kg」というコンビで活動。

## 芸風
- 最近は漫才を中心にやっているが「お葬式」、「卒業の日」などのコントもライブなどで時々やっている。
- 漫才では「カップラーメンの作り方」や「十二支」など身近なものを題材にする事が多い。
- 二人は仲がいいコンビとして知られ、ネタの中で新井が井上に彼女目線で嫉妬をするという漫才をする。

## エピソード
- 井上は変った声の低さのためかカラオケの時、似せる気は一切ないにもかかわらず、どんな曲でも中島みゆきが歌っているように聞こえる。
- 新井は2010年東京マラソンを4時間52分で完走した。また作家で自称イケメン評論家の内藤みかに「今後が楽しみなイケメン」と見なされている。

## 出演番組
- 熱血!平成教育学院（フジテレビ、新井のみ）2009年7月5日、9月13日、9月27日、2010年4月4日放送分
ゲスト枠争奪予選会で1位の成績を収め出場。これがテレビ初出演である。打倒・宇治原史規（ロザン）を目標にしていたが、初出場にして宇治原と同点トップとなり、海外留学チャレンジの問題も見事に正解して一泊三日のニューヨーク旅行を獲得した。
- ウケウリ!!（日本テレビ）- 2010年5月14日